# Franzosenwiesen/Rotes Wasser

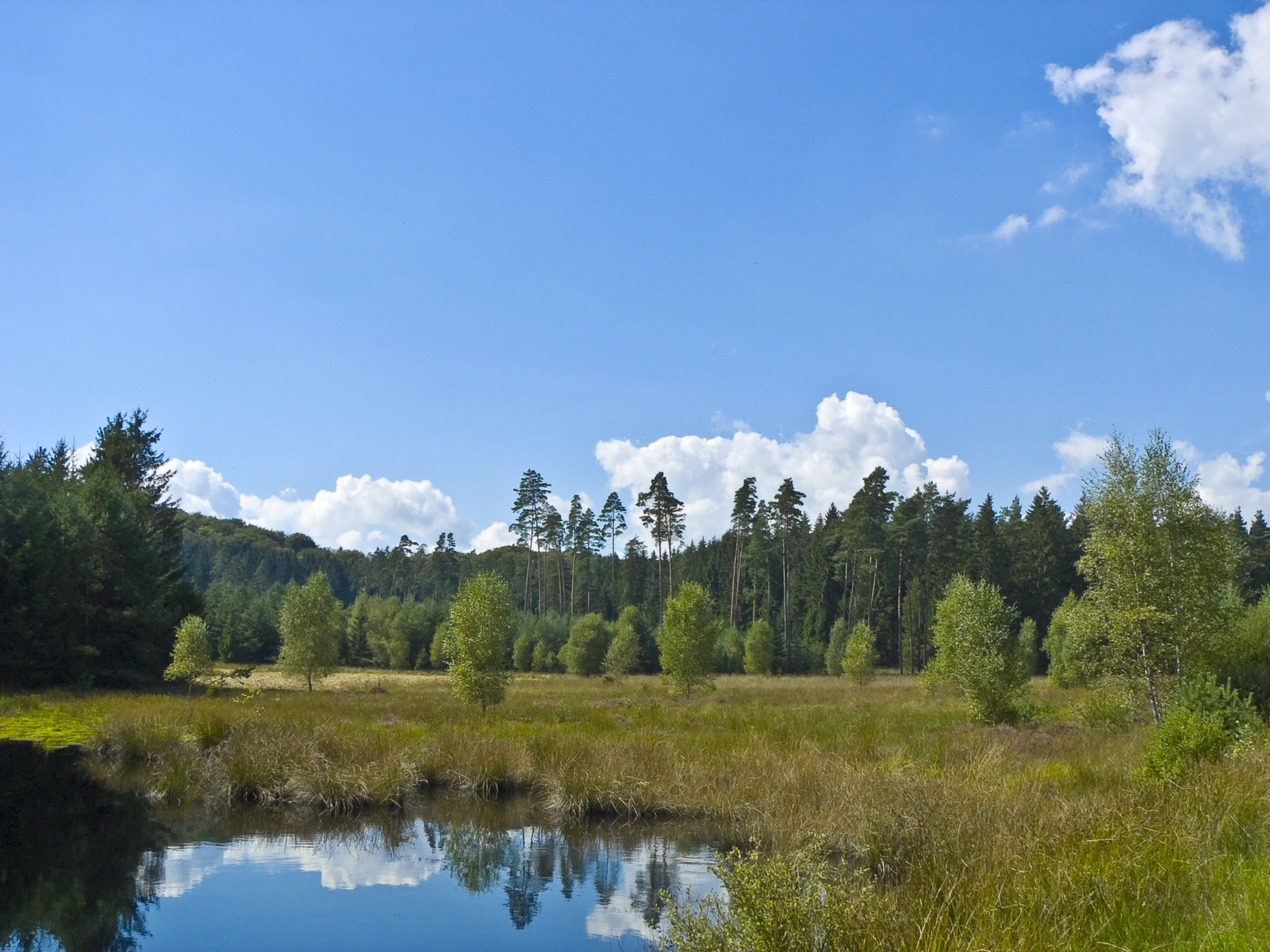
Naturschutzgebiet Franzosenwiesen/Rotes Wasser (August 2007)

Das Naturschutzgebiet Franzosenwiesen/Rotes Wasser liegt auf dem Gebiet der Städte Rauschenberg und Wetter im Landkreis Marburg-Biedenkopf in Hessen.
Das etwa 89,8 ha große Gebiet, das im Jahr 1987 unter der Kennung 1534014 unter Naturschutz gestellt wurde, erstreckt sich südwestlich der Kernstadt Rosenthal und nördlich und nordwestlich von Bracht, einem Stadtteil von Rauschenberg, entlang dem Roten Wasser. Im östlichen Bereich durchschneidet die Landesstraße L 3077 das Gebiet, nördlich verläuft die L 3087.
In der Umgebung liegen diese Naturschutzgebiete (NSG):
- nordwestlich das etwa 15,1 ha große NSG Nebeler Hintersprung und das etwa 22,6 ha große NSG Diebskeller/Landgrafenborn
- westlich das etwa 105,4 ha große NSG Christenberger Talgrund.

Das Naturschutzgebiet überschneidet sich im Bereich der Franzosenwiesen und entlang des Roten Wassers bis Bracht großteils flächengleich mit dem FFH-Gebiet Franzosenwiesen und Rotes Wasser; das FFH-Gebiet umfasst darüber hinaus den Lauf des Roten Wassers talabwärts bis an den Ortsrand von Schönstadt. Es hat eine Fläche von 111,9 ha.